# ولادیمیر ایوانوف
ولادیمیر ایوانوویچ ایوانوف (روسی: Владимир Иванович Иванов؛ (۲۷ اوت ۱۸۹۳ تولا، امپراتوری روسیه – ۱۵ مارس ۱۹۳۸ مسکو، روسیهٔ شوروی) یک سیاست‌مدار و مقام حزبی اهل امپراتوری روسیه و اتحاد جماهیر شوروی بود. او نخستین دبیرکل حزب کمونیست ازبکستان بود و از ۱۳ فوریهٔ ۱۹۲۵ تا ۱۹۲۷ این سمت را برعهده داشت. وی در جریان آخرین دادگاه از سری دادگاه‌های مسکو اعدام شد.